# 桝形山
桝形山は、宮崎県五ヶ瀬町にある山。テレビの電波塔が山頂にあり、車で登れる。360度の眺望が効き、雲海は素晴らしい。冬季には道路凍結と落石が多いので危険である。